# Kanizja
Kanizja – imię żeńskie pochodzące od nazwiska św. Piotra Kanizjusza, doktora Kościoła. Patronką tego imienia jest bł. Maria Kanizja (Eugenia Mackiewicz), siostra nazaretanka, wspominana razem z bł. Marią Stellą i innymi towarzyszkami.
Kanizja imieniny obchodzi 4 września.